# Gunnar Bergh
Gunnar Bergh   (Kinna, 20 de març de 1909 - Sätila, 25 de gener de 1986), va ser un atleta suec, especialista en el llançament de disc i llançament de pes, que va competir durant les dècades de 1930 i 1940. La seva filla Wivianne Bergh també fou atleta olímpica.
El 1936 va prendre part en els Jocs Olímpics d'Estiu de Berlín, on va disputar dues proves del programa d'atletisme. Fou setè en la prova del llançament de disc i novè en la del llançament de pes. En el seu palmarès destaca una medalla de bronze en el llançament de disc al Campionat d'Europa d'atletisme de 1938. També guanyà els campionats nacionals de pes entre 1935 i 42 i de disc 1937 i 1941 i entre 1943 i 1944. Durant la seva carrera aconseguí millorar el rècord nacional de pes en diverses ocasions.

## Millors marques
- Llançament de pes. 15,84 metres (1936)
- Llançament de disc. 51,72 metres (1936)[1][4]